# Persone di nome Paulo/Calciatori
| Questa pagina contiene informazioni ricavate automaticamente dalle voci biografiche con l'ausilio del template Bio e di un bot. L'aggiornamento è periodico e automatico e ricostruisce completamente la pagina. Se manca una persona in questa lista, sei pregato di non aggiungerla, ma accertati piuttosto che la sua voce biografica contenga il template Bio e che i dati anagrafici siano correttamente compilati. Se il template Bio manca, inseriscilo tu stesso o, in alternativa, metti l'avviso {{tmp\|Bio}} che ne segnala la mancanza. Se i dati riportati sono sbagliati, correggi direttamente la voce biografica; le modifiche saranno visibili in questa lista entro pochi giorni. Per chiarimenti vedi il progetto antroponimi. La lista contiene solo le 119 persone che sono citate nell'enciclopedia e per le quali è stato implementato correttamente il template Bio. Pagina aggiornata al 22 lug 2025. |

Questa è una lista di persone presenti nell'enciclopedia che hanno il nome Paulo e sono calciatori.

## A(6)
- Paulo Albarracín, ex calciatore peruviano (Callao, n. 1989)
- Paulo Almeida, ex calciatore brasiliano (Itarantim, n. 1981)
- Paulo Adriano, ex calciatore portoghese (Anadia, n. 1977)
- Paulo António Alves, calciatore angolano (Luanda, n. 1969 - Luanda, † 2021)
- Paulo Assunção, ex calciatore brasiliano (Várzea Grande, n. 1980)
- Paulo César Arruda Parente, ex calciatore brasiliano (Osasco, n. 1978)

## B(9)
- Paulo Vitor Barreto, ex calciatore brasiliano (Rio de Janeiro, n. 1985)
- Paulo Benedito Bonifácio Maximiano, ex calciatore brasiliano (Monte Carmelo, n. 1975)
- Paulo Luiz Beraldo Santos, calciatore brasiliano (Guarulhos, n. 1988)
- Paulo Borges, calciatore brasiliano (Itaocara, n. 1944 - San Paolo, † 2011)
- Paulo Madeira, ex calciatore angolano (Luanda, n. 1970)
- Paulão, ex calciatore brasiliano (Itambacuri, n. 1967)
- Paulinho, ex calciatore brasiliano (Caxias do Sul, n. 1986)
- Paulinho Cascavel, ex calciatore brasiliano (Cascavel, n. 1959)
- Paulo Vítor, ex calciatore brasiliano (Belém, n. 1957)

## C(11)
- Paulo César Carpegiani, ex calciatore e allenatore di calcio brasiliano (Erechim, n. 1949)
- Paulo Chávez, ex calciatore messicano (Guadalajara, n. 1976)
- Paulo Costa, ex calciatore portoghese (Moita, n. 1979)
- Paulo Costinha, ex calciatore portoghese (Braga, n. 1973)
- Paulo André Cren Benini, ex calciatore brasiliano (Campinas, n. 1983)
- Rinaldo Cruzado, ex calciatore peruviano (Lima, n. 1984)
- Paulo César de Araújo, calciatore brasiliano (Santos, n. 1934 - Santos, † 1991)
- Ganso, calciatore brasiliano (Ananindeua, n. 1989)
- Paulo Robspierry Carreiro, calciatore brasiliano (Piracicaba, n. 1983)
- Paulo Henrique Carneiro Filho, ex calciatore brasiliano (João Pessoa, n. 1989)
- Paulo Regula, ex calciatore portoghese (Sarilhos Pequenos, n. 1989)

## D(21)
- Paulo Azzi, calciatore brasiliano (Bragança Paulista, n. 1994)
- Paulo da Silva Barrios, calciatore paraguaiano (Asunción, n. 1980)
- Paulo Díaz, calciatore cileno (Santiago del Cile, n. 1994)
- Paulo Dybala, calciatore argentino (Laguna Larga, n. 1993)
- Paulo Antônio de Oliveira, ex calciatore brasiliano (Cuiabá, n. 1982)
- Paulinho de Almeida, calciatore e allenatore di calcio brasiliano (Porto Alegre, n. 1932 - San Paolo, † 2007)
- Paulo Isidoro, ex calciatore brasiliano (Matozinhos, n. 1953)
- Paulo Rodrigues, calciatore brasiliano (n. 1986 - Bohutín, † 2012)
- Paulo Santos, ex calciatore portoghese (Lisbona, n. 1972)
- Juninho Rocha, calciatore brasiliano (Rio de Janeiro, n. 1997)
- Paulo César da Silva Martins, ex calciatore brasiliano (San Paolo, n. 1991)
- Paulo António da Silva Ribeiro, ex calciatore portoghese (Setúbal, n. 1984)
- Paulo Roberto da Silva, calciatore brasiliano (Lavras, n. 1987)
- Paulinho, calciatore brasiliano (San Paolo, n. 1995)
- Paulo de Almeida, calciatore brasiliano (Campos dos Goytacazes, n. 1933 - † 2013)
- Paulo Marcos de Jesus Ribeiro, calciatore brasiliano (Salvador, n. 1986)
- Paulo Victor de Menezes Melo, calciatore brasiliano (Gurupi, n. 1993)
- Paulo Henrique de Oliveira Alves, calciatore brasiliano (Sete Barras, n. 1996)
- Paulo Rafael de Oliveira Ramos, calciatore brasiliano (Goiânia, n. 1985 - Inhumas, † 2009)
- Paulo José de Oliveira, ex calciatore brasiliano (São José dos Campos, n. 1986)
- Paulo dos Santos, ex calciatore capoverdiano (São Vicente, n. 1973)

## F(11)
- Paulo Vítor, calciatore brasiliano (São Mateus, n. 1988)
- Paulo Roberto Falcão, ex calciatore, allenatore di calcio e dirigente sportivo brasiliano (Abelardo Luz, n. 1953)
- Paulo Vitor Fernandes Pereira, calciatore brasiliano (Rio de Janeiro, n. 1999)
- Paulo Sérgio Ferreira Gomes, ex calciatore brasiliano (Cabo Frio, n. 1981)
- Paulo Victor Ferreira de Jesus, calciatore brasiliano (Paranaíba, n. 2001)
- Paulo Ricardo Ferreira, calciatore brasiliano (Laguna, n. 1994)
- Paulo Figueiredo, ex calciatore angolano (Luanda, n. 1972)
- Paulo Eduardo, calciatore brasiliano (Anápolis, n. 2002)
- Paulo Sousa, ex calciatore portoghese (Vila Nova de Gaia, n. 1967)
- Paulo Tavares, ex calciatore portoghese (Massarelos, n. 1985)
- Tinga, ex calciatore brasiliano (Porto Alegre, n. 1978)

## G(6)
- Paulo Bernardo, calciatore portoghese (Almada, n. 2002)
- Paulo Garcés, calciatore cileno (Parral, n. 1984)
- Paulo Gazzaniga, calciatore argentino (Murphy, n. 1992)
- Paulo Roberto Gonzaga, ex calciatore brasiliano (Blumenau, n. 1989)
- Paulinho, ex calciatore portoghese (Funchal, n. 1985)
- Paulo Sérgio Gralak, ex calciatore brasiliano (Rebouças, n. 1969)

## H(2)
- Paulo Helber, ex calciatore brasiliano (Varginha, n. 1992)
- Hernán Hinostroza, calciatore peruviano (Lima, n. 1993)

## J(1)
- Paulo Jamelli, ex calciatore brasiliano (San Paolo, n. 1974)

## L(4)
- Paulo Vitor, calciatore brasiliano (Imperatriz, n. 2001)
- Paulo Lima, calciatore uruguaiano (Montevideo, n. 1992)
- Paulo Jorge Pedro Lopes, ex calciatore portoghese (Mirandela, n. 1978)
- Paulo César Lima, ex calciatore brasiliano (Rio de Janeiro, n. 1949)

## M(13)
- Paulo Cabral, ex calciatore portoghese (Vila Nova de Cerveira, n. 1972)
- Paulo Magalhaes, calciatore brasiliano (Porto Alegre, n. 1989)
- Paulo Luiz Massariol, ex calciatore brasiliano (Piracicaba, n. 1958)
- Paulo Menezes, ex calciatore brasiliano (Niterói, n. 1982)
- Paulo Vitor Monteiro, calciatore brasiliano (Junqueirópolis, n. 2004)
- Paulo Estrela, calciatore portoghese (Paços de Ferreira, n. 1999)
- Paulo Sérgio Mota, calciatore portoghese (Vila Nova de Gaia, n. 1991)
- Paulo César Motta Donis, calciatore guatemalteco (Città del Guatemala, n. 1982)
- Paulinho, calciatore brasiliano (São Francisco do Sul, n. 1994)
- Paulo Júnior, ex calciatore brasiliano (Teresina, n. 1989)
- Paulo Sérgio Moreira Gonçalves, ex calciatore portoghese (Lisbona, n. 1984)
- Paulo Pina, ex calciatore portoghese (Setúbal, n. 1981)
- Paulo Victor Vidotti, calciatore brasiliano (Assis, n. 1987)

## N(1)
- Zé Kalanga, calciatore angolano (Luanda, n. 1983)

## O(2)
- Paulo Sérgio de Oliveira Lima, ex calciatore brasiliano (Rio de Janeiro, n. 1953)
- Paulo Sérgio de Oliveira Silva, calciatore brasiliano (Vitória, n. 1974 - San Paolo, † 2004)

## P(4)
- Paulo Pereira, ex calciatore brasiliano (Campinas, n. 1965)
- Paulinho, calciatore portoghese (Braga, n. 1999)
- Paulinho Bóia, calciatore brasiliano (Brasilia, n. 1998)
- Paulo Posiano, calciatore figiano (n. 1988)

## R(10)
- Paulo Machado, ex calciatore portoghese (Bairro do Cerco, n. 1986)
- Paulo César Rocha Rosa, ex calciatore brasiliano (São Luís, n. 1980)
- Paulo Retre, calciatore australiano (Melbourne, n. 1993)
- Paulo Rink, ex calciatore brasiliano (Curitiba, n. 1973)
- Paulo Henrique Rodrigues Cabral, calciatore portoghese (Fenais da Luz, n. 1996)
- Paulo André Rodrigues de Oliveira, calciatore portoghese (Vila Nova de Famalicão, n. 1992)
- Paulo Otávio, calciatore brasiliano (Ourinhos, n. 1994)
- Paulo Sérgio Rosa, ex calciatore brasiliano (San Paolo, n. 1969)
- Paulo Rosales, ex calciatore argentino (Cosquín, n. 1984)
- Paulo Teles, ex calciatore portoghese (Funchal, n. 1993)

## S(13)
- Paulo Santos, ex calciatore brasiliano (Porto Alegre, n. 1960)
- Paulo Sérgio, ex calciatore brasiliano (San Paolo, n. 1969)
- Paulo Vinícius, ex calciatore brasiliano (Ribeirão Preto, n. 1984)
- Paulo Vinícius, calciatore brasiliano (San Paolo, n. 1990)
- Paulinho, calciatore brasiliano (Rio de Janeiro, n. 2000)
- Paulo Afonso Santos Júnior, ex calciatore brasiliano (Lagoa Santa, n. 1982)
- Paulinho, calciatore brasiliano (Rio de Janeiro, n. 1997)
- Paulo Scanlan, calciatore samoano (n. 1996)
- Paulo Baya, calciatore brasiliano (Marabá, n. 1999)
- Paulo Henrique Soares dos Santos, calciatore brasiliano (Ceilândia, n. 1994)
- Paulo Henrique Souza de Oliveira, ex calciatore brasiliano (Macaé, n. 1943)
- Paulo Josué, calciatore brasiliano (Canela, n. 1989)
- Paulo Sérgio Luiz de Souza, calciatore brasiliano (Rio de Janeiro, n. 1989)

## T(1)
- Paulo Roberto Sobrinho, ex calciatore brasiliano (Salvador, n. 1983)

## V(4)
- Paulo Valentim, calciatore brasiliano (Barra do Piraí, n. 1933 - Buenos Aires, † 1984)
- Paulo Moreira, calciatore portoghese (Marco de Canaveses, n. 2000)
- Juninho, ex calciatore brasiliano (Rio de Janeiro, n. 1986)
- Paulo Victor, calciatore brasiliano (Bocaiúva, n. 2001)